# 608

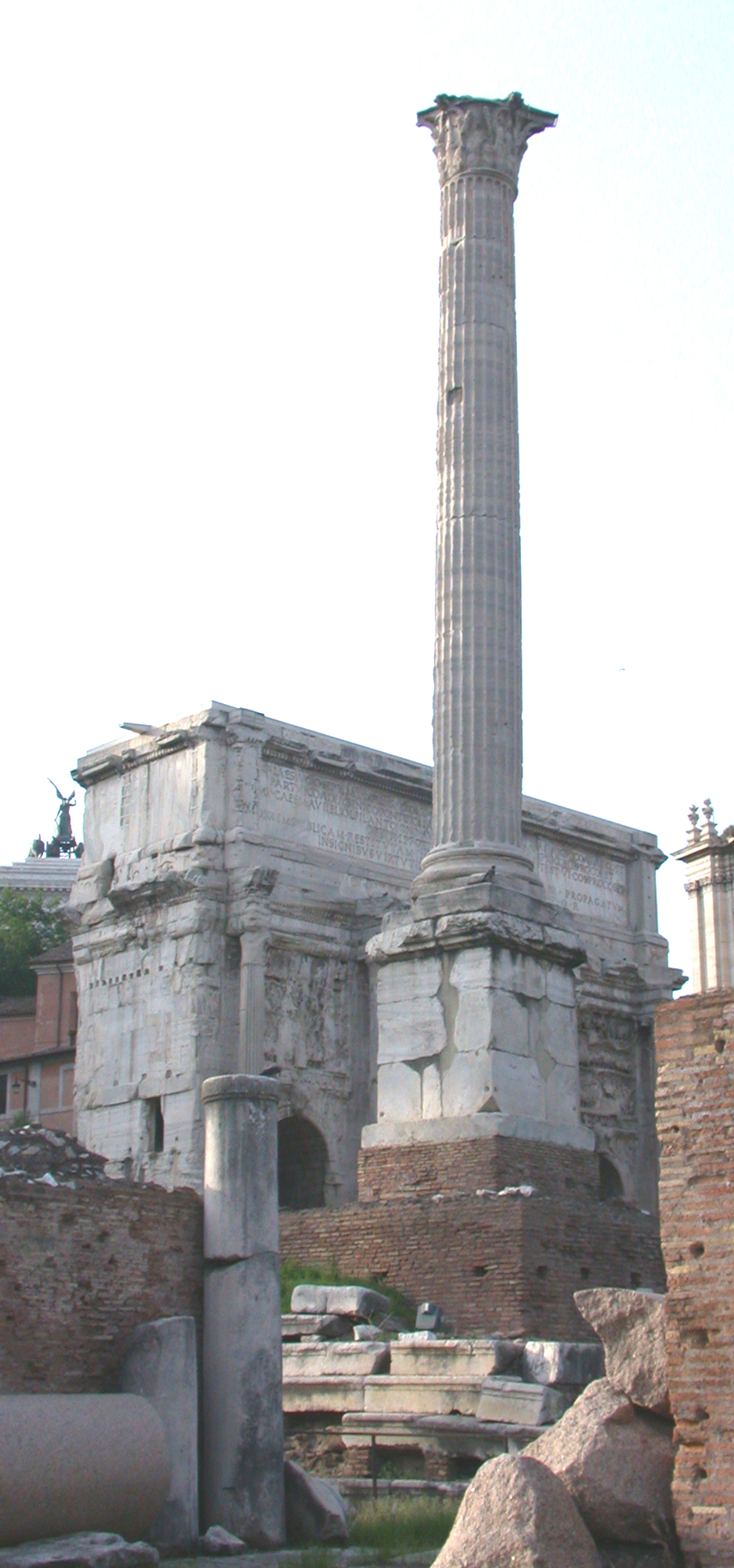
Zuil van Phocas (Rome)

Het jaar 608 is het 8e jaar in de 7e eeuw volgens de christelijke jaartelling.

## Gebeurtenissen

### Byzantijnse Rijk
- 1 augustus - Wijding van een zuil met standbeeld op het Forum Romanum aan keizer Phocas.
- Herakleios komt samen met zijn vader Herakleios de Oudere, gouverneur (exarch) van het Exarchaat van Afrika, in opstand tegen keizer Phocas. Ze benoemen zichzelf tot consul en leggen een verbod op het uitvaren van de vloot die zorgt voor het vervoer van Afrikaans graan van Carthago naar Constantinopel.
- Byzantijns-Perzische Oorlog: Koning Khusro II valt Armenië binnen en voert een plunderveldtocht door Anatolië (huidige Turkije). Hij verwoest de Byzantijnse provincies Cappadocië, Frygië, Galatië en Bithynië. Het Perzische leger rukt op tot aan de Bosporus en belegert de havenstad Chalcedon.

### Europa
- In Rome wordt op het Forum Romanum de Zuil van Phocas opgericht. De marmeren erezuil (Korinthische orde) is 13,6 meter hoog en het laatste bouwwerk dat aan het oude Forum wordt toegevoegd.
- Keizer Phocas schenkt het Pantheon in Rome aan paus Bonifatius IV.

## Religie
- Het patriarchaat Grado beëindigt het geschil met Rome. Hiermee komt voor Venetië het Schisma van de Drie Hoofdstukken ten einde. De aartsbisschop in Aquileia zal het conflict nog bijna een eeuw voortzetten.
- Bonifatius IV (r. 608-615) wordt benoemd tot de 67e paus van de Katholieke Kerk.

## Geboren
- Charibert II, koning van Aquitanië (waarschijnlijke datum)